# Lasse Andersson
Lasse Bredekjær Andersson (Kopenhagen, Danska, 11. ožujka 1994.) je danski rukometaš i nacionalni reprezentativac. Smatralo ga se jednom od velikih nada danskog rukometa, međutim, zbog nekoliko ozbiljnih ozljeda nije uspio dosegnuti svoj puni potencijal.

## Karijera
Lasse je rođen u kopenhagenškoj četvrti Valby a rukomet je počeo igrati u mlađim uzrastima FIF Håndbolda. Kao senior karijeru je započeo u TMS Ringstedu dok je s KIF Koldingom osvojio dva naslova nacionalnog prvaka. U sezoni 2012./13. proglašen je talentom godine.
U ljeto 2016. prelazi u FC Barcelonu te s njome osvaja tri uzastopna naslova prvaka, kupa i španjolskog Superkupa a na globalnoj razini isto toliko Svjetskih klupskih prvenstava. Krajem listopada 2019. godine objavljena je vijest kako igrač završetkom sezone prelazi u redove njemačkog bundesligaša Füchse Berlina.
Na nacionalnoj razini, Andersson je osvojio broncu na europskom U18 prvenstvu dok je za seniore debitirao 5. studenog 2015. u susretu protiv Francuske. Od većih natjecanja, Andersson je s Danskom nastupio na Svjetskom prvenstvu 2017., 2021. i 2025. gdje je reprezentacija ostvarila značajne rezultate.

## Vanjske poveznice
- Profil rukometaša na službenim web stranicama EHF-a  Arhivirana inačica izvorne stranice od 28. listopada 2019. (Wayback Machine)
- Lasse Andersson lukkede sig inde: - Hele verden var noget lort